# Le Vernet (Alpes-de-Haute-Provence)
Pour les articles homonymes, voir Le Vernet.
Le Vernet est une commune française, située dans le département des Alpes-de-Haute-Provence en région Provence-Alpes-Côte d'Azur.
Le nom de ses habitants est Vernetois ou Vernetiers.

## Géographie

### Localisation
Le village du Vernet est situé dans la vallée du Bès à 1 200 m d’altitude entre Digne-les-Bains au sud et le lac de Serre-Ponçon, au nord. Sa population dépasse tout juste les 100 habitants permanents, mais elle est souvent plus que doublée chaque hiver et chaque été, où la commune devient alors la base de départ d'excursions touristiques, notamment dans la vallée de la Blanche, ainsi qu'un lieu de départ pour les stations de ski proches (Le Grand-Puy, Saint-Jean-Montclar, Chabanon).
La commune compte deux villages principaux : le Haut-Vernet, situé en altitude, et le Bas-Vernet.

### Communes limitrophes

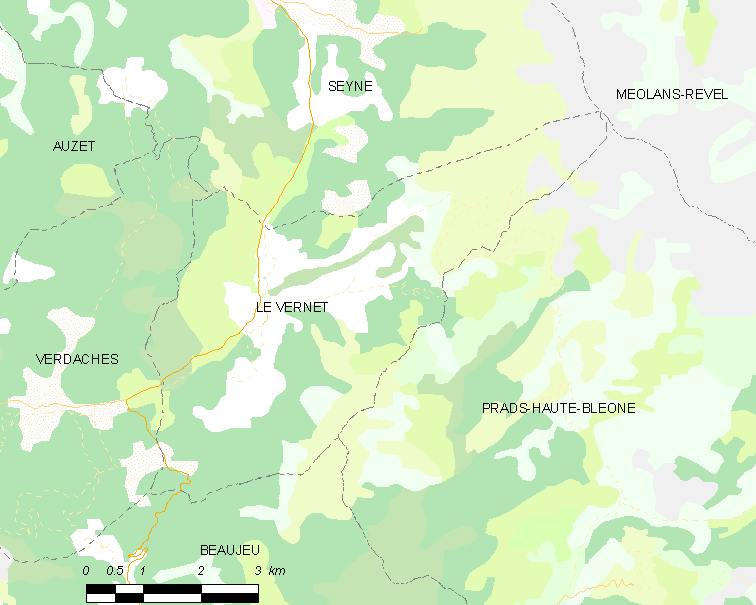
Le Vernet et les communes voisines (Cliquez sur la carte pour accéder à une grande carte avec la légende).

### Géologie
Lors des deux dernières grandes glaciations, la glaciation de Riss et la glaciation de Würm, un glacier est présent dans la partie supérieure de la vallée du Riou de la Montagne. Lors de la glaciation de Riss, une diffluence du glacier de la Blanche franchit le col de Maure et atteint approximativement l’emplacement du village du Bas-Vernet actuel. La diffluence se reproduit à l’époque de Würm, mais n’atteint pas le territoire du Vernet.

### Relief
Le pic des Têtes (2 642 m) se trouve sur le territoire de la commune, ainsi que le col du Labouret, dans le massif des Trois-Évêchés.

### Environnement
La commune compte 689 ha de bois et forêts et fait partie des communes forestières par excellence.
La commune est traversée par la rivière du Bès qui prend sa source à Couloubroux.

### Climat
Pour des articles plus généraux, voir Climat de Provence-Alpes-Côte d'Azur et Climat des Alpes-de-Haute-Provence.
En 2010, le climat de la commune est de type climat des marges montargnardes, selon une étude du Centre national de la recherche scientifique s'appuyant sur une série de données couvrant la période 1971-2000. En 2020, Météo-France publie une typologie des climats de la France métropolitaine dans laquelle la commune est exposée à un climat de montagne ou de marges de montagne et est dans la région climatique Alpes du sud, caractérisée par une pluviométrie annuelle de 850 à 1 000 mm, minimale en été.
Pour la période 1971-2000, la température annuelle moyenne est de 8,3 °C, avec une amplitude thermique annuelle de 17 °C. Le cumul annuel moyen de précipitations est de 948 mm, avec 6,8 jours de précipitations en janvier et 6 jours en juillet. Pour la période 1991-2020, la température moyenne annuelle observée sur la station météorologique de Météo-France la plus proche, « Montclar_sapc », sur la commune de Montclar à 14 km à vol d'oiseau, est de 9,3 °C et le cumul annuel moyen de précipitations est de 889,7 mm. 
La température maximale relevée sur cette station est de 36 °C, atteinte le 23 août 2023 ; la température minimale est de −19,2 °C, atteinte le 5 février 2012,,.
Les paramètres climatiques de la commune ont été estimés pour le milieu du siècle (2041-2070) selon différents scénarios d'émission de gaz à effet de serre à partir des nouvelles projections climatiques de référence DRIAS-2020. Ils sont consultables sur un site dédié publié par Météo-France en novembre 2022.

## Urbanisme

### Typologie
Au 1er janvier 2024, Le Vernet est catégorisée commune rurale à habitat dispersé, selon la nouvelle grille communale de densité à 7 niveaux définie par l'Insee en 2022.
Elle est située hors unité urbaine. Par ailleurs la commune fait partie de l'aire d'attraction de Digne-les-Bains, dont elle est une commune de la couronne,. Cette aire, qui regroupe 34 communes, est catégorisée dans les aires de moins de 50 000 habitants,.

### Occupation des sols
L'occupation des sols de la commune, telle qu'elle ressort de la base de données européenne d’occupation biophysique des sols Corine Land Cover (CLC), est marquée par l'importance des forêts et milieux semi-naturels (78,3 % en 2018), une proportion sensiblement équivalente à celle de 1990 (78,5 %). La répartition détaillée en 2018 est la suivante : 
forêts (47 %), milieux à végétation arbustive et/ou herbacée (21,7 %), prairies (20,9 %), espaces ouverts, sans ou avec peu de végétation (9,6 %), zones agricoles hétérogènes (0,8 %).
L'évolution de l’occupation des sols de la commune et de ses infrastructures peut être observée sur les différentes représentations cartographiques du territoire : la carte de Cassini (XVIIIe siècle), la carte d'état-major (1820-1866) et les cartes ou photos aériennes de l'IGN pour la période actuelle (1950 à aujourd'hui).

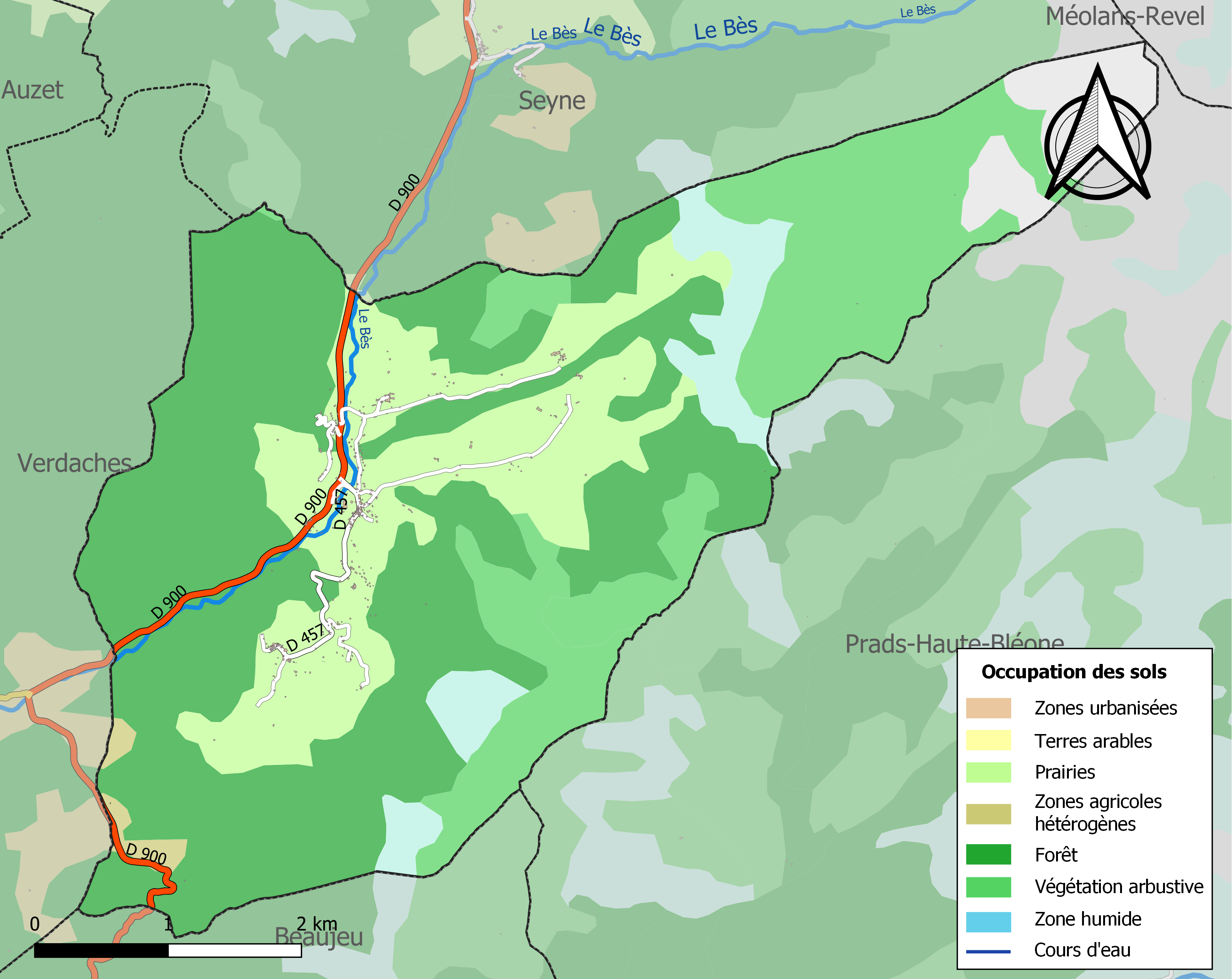
Carte de l'occupation des sols de la commune en 2018 (CLC).

### Voies de communication et transports

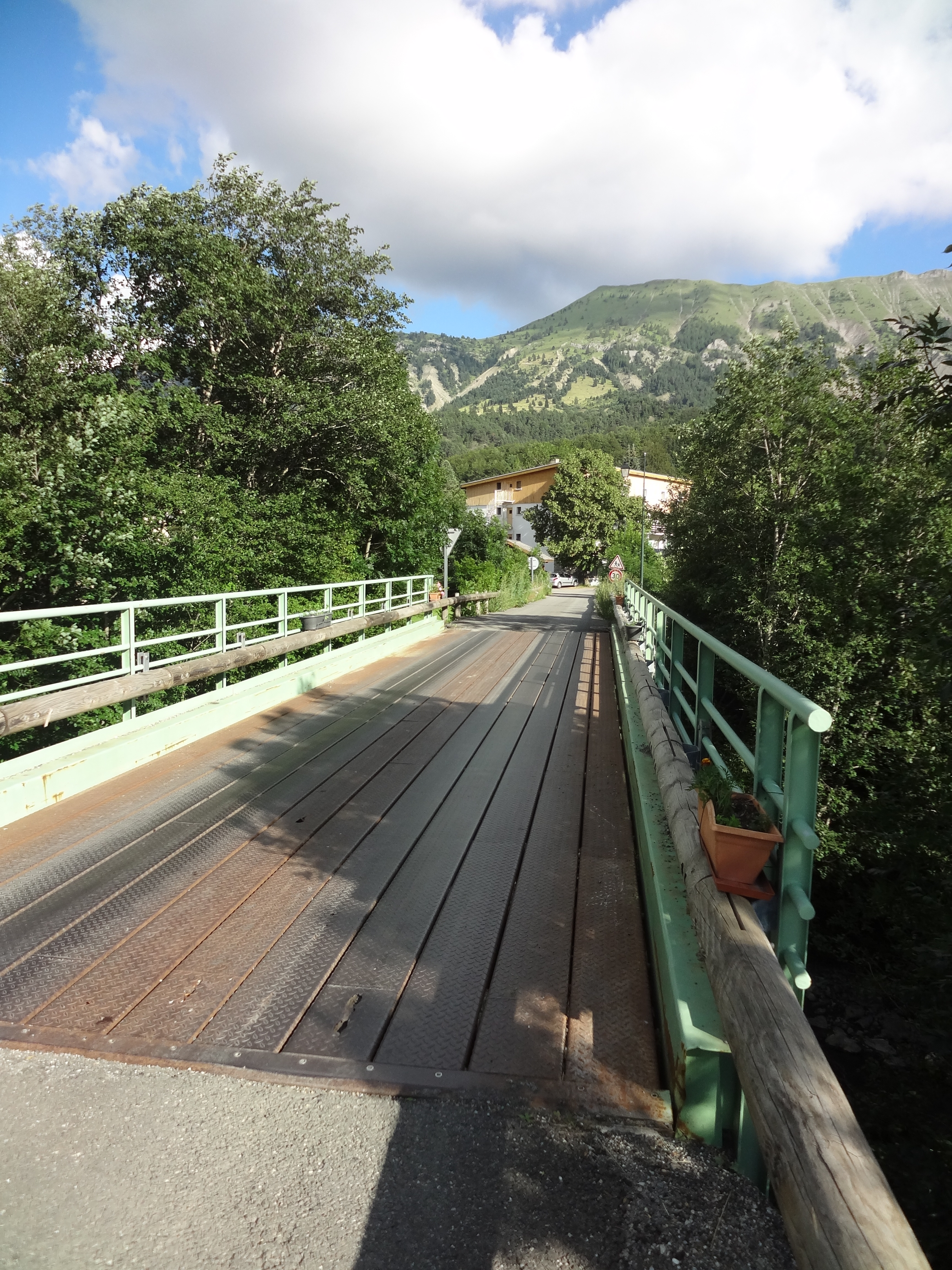
Pont d’accès au village (le platelage est en acier).

La route départementale 900 (ancienne route nationale 100) traverse le territoire communal tandis que la route départementale 457 connecte Le Bas-Vernet et Le Haut-Vernet.
La ligne 28 du réseau des lignes express régionales Provence-Alpes-Côte d'Azur, de Marseille à Barcelonnette, dessert le village tous les jours, dans les deux sens.
La ligne U1 du réseau des lignes régulières de transport des Alpes-de-Haute-Provence opère uniquement en période scolaire, les lundis et jours de rentrée, dans le sens de Barcelonnette vers Digne-les-Bains,.

### Risques naturels et technologiques
Aucune des 200 communes du département (en 2015) n'est en zone de risque sismique nul. Le canton de Seyne auquel appartient Le Vernet est en zone 1b (sismicité faible) selon la classification déterministe de 1991, basée sur les séismes historiques, et en zone 4 (risque moyen) selon la classification probabiliste EC8 de 2011. La commune du Vernet est également exposée à trois autres risques naturels :
- avalanche ;
- inondation ;
- mouvement de terrain.

La commune du Vernet est de plus exposée à un risque d’origine technologique, celui de transport de matières dangereuses par route. La départementale RD 900 (ancienne route nationale 100) peut être empruntée par les transports routiers de marchandises dangereuses.
Aucun plan de prévention des risques naturels prévisibles (PPR) n’existe pour la commune et le Dicrim n’existe pas non plus.
L'histoire conserve le souvenir de deux tremblements de terre qui ont été fortement ressentis dans la commune. Ils dépassent une intensité macro-sismique ressentie de V sur l’échelle MSK (dormeurs réveillés, chutes d’objets). Les intensités indiquées sont celles ressenties dans la commune, l’intensité peut être plus forte à l’épicentre :
- le séisme du 22 mars 1949, avec une intensité ressentie de V et Le Lauzet pour épicentre[24] ;
- le séisme du 31 octobre 1997, avec une intensité ressentie de V et Prads-Haute-Bléone pour épicentre[25].

## Toponymie
Selon Bénédicte et Jean-Jacques Fénié, spécialistes français de la toponymie occitane, « vernet » fait référence à l’aulne.

## Histoire

### Antiquité
Dans l’Antiquité, les Bodiontiques (Bodiontici) peuplaient la vallée de la Bléone, et étaient donc le peuple gaulois qui vivait dans l’actuelle commune du Vernet. Les Bodiontiques, qui sont vaincus par Auguste en même temps que les autres peuples présents sur le Trophée des Alpes (avant 14 av. J.-C.), sont rattachés à la province des Alpes maritimes lors de sa création.

### Moyen Âge
La localité apparaît pour la première fois dans les chartes au XIe siècle. Le prieuré Saint-Clément relevait de l’abbaye Saint-Victor de Marseille, via le prieuré de Chaudol (actuellement à La Javie) : il percevait les questes et la taille, le seigneur percevait la cavalcade et l’albergue. Le comte de Provence Raymond Bérenger IV accorde à la communauté, qui relevait de la baillie de Seyne, un consulat au XIIIe.
Le grand chemin de Digne à Seyne passait, en descendant du col du Labouret, par le Haut-Vernet, sans suivre la vallée du Bès.

### Époque moderne
En 1602, des essais d’exploitation d’un filon de cuivre tournent court, le gisement étant en réalité très pauvre : dès 1604, les propriétaires ne peuvent payer les ouvriers, dont certains sont envoyés à Villevieille et Verdaches. Ces mines sont à nouveau concédées en 1614, sans que leur exploitation ne redémarre.

### Époque contemporaine

#### Révolution française et Restauration
Durant la Révolution, la commune compte une société patriotique, créée après la fin de 1792.
Le nom de Bayle était très répandu au Vernet. Aussi, chaque famille accolait un sobriquet à son nom (Bayle-Jessé, Bayle-Sergent; Bayle-Lacroix…).
De nombreux habitants du Vernet ont émigré en Amérique, particulièrement au Nevada (M. Frangi: « L'émigration seynoise au Nevada: duel à Savornin corral », Annales de Haute-Provence, no 351 (2004)) et en Californie (M. Frangi: « Les Bayle, émigrants du Vernet en Californie », Annales de Haute Provence (1848-1900), Annales de Haute Provence, no 351.

#### Second Empire

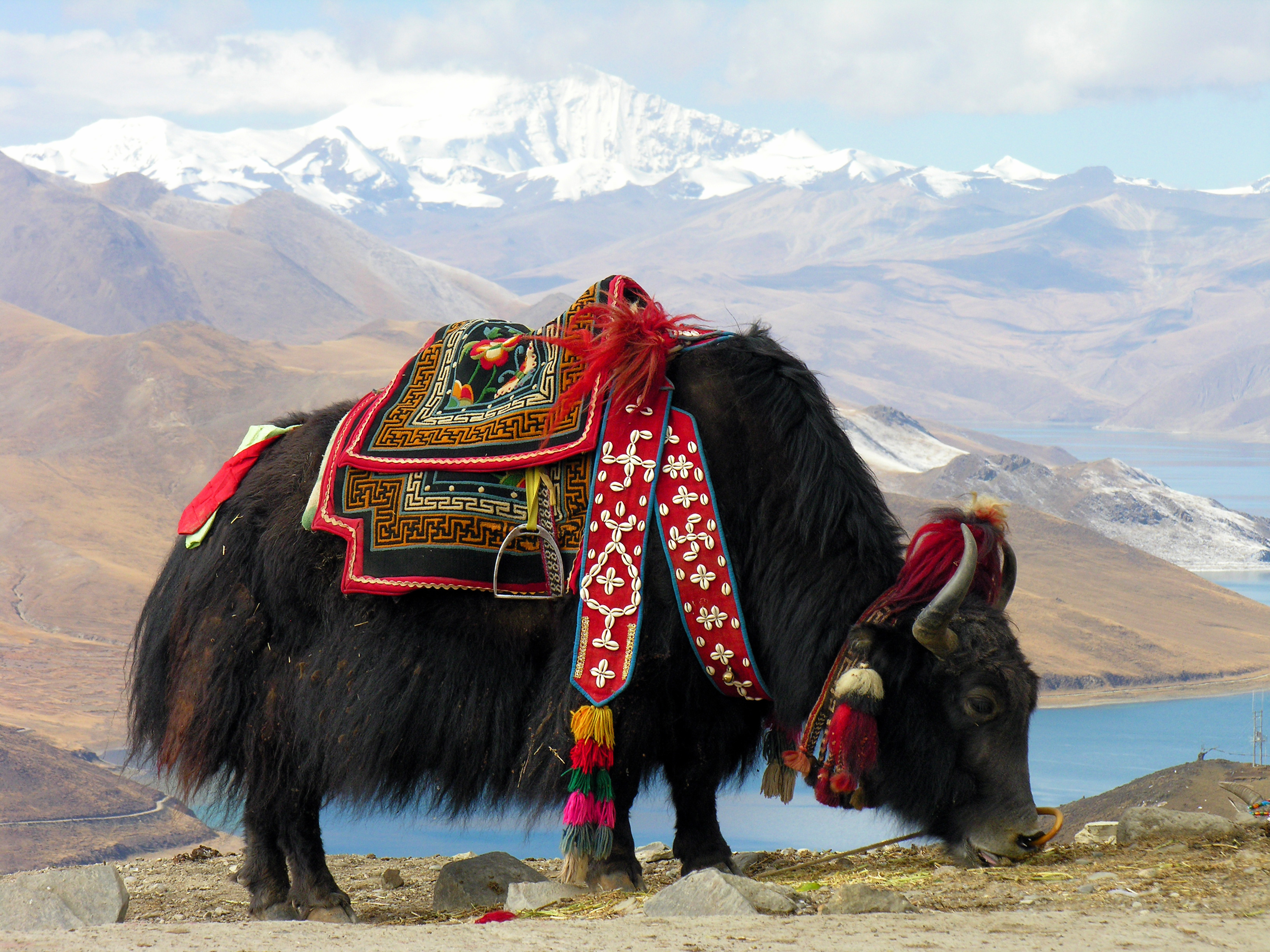
Yack du Tibet.

Sous le Second Empire, une tentative d'acclimatation et d'élevage du yack du Tibet fut effectuée au Vernet pendant une dizaine d'années, à l'initiative de Charles de Montigny, consul de France à Shanghai, par l'intermédiaire de la société impériale d'acclimation. Quelques reproducteurs mâles et femelles furent convoyés au village pour y être élevés par des agriculteurs locaux. Certains animaux furent confiés à Étienne Monnier, agriculteur et éleveur au Haut-Vernet. Le ministre de l’Instruction publique, soucieux du progrès rural, fit une proposition au préfet des Basses-Alpes en avançant cet argument :
« Ces animaux, originaires du Tibet, possèdent des qualités qui rendent très précieuse leur introduction dans notre pays, au double point de vue de l’agriculture et de l’industrie. Ils peuvent être très utilement employés comme bêtes de somme ou de trait, et devenir ainsi un excellent auxiliaire de l’habitant des montagnes. »
Il y eut aussi des tentatives de métissage avec des vaches locales. Le résultat fut décevant et l'opération arrêtée. Les spécimens survivants furent vendus .
Comme de nombreuses communes du département, Le Vernet se dote d’écoles bien avant les lois Jules Ferry : en 1863, elle en possède deux, installées au Haut-Vernet et au Bas-Vernet, qui dispensent une instruction primaire aux garçons. Alors que la loi Falloux (1851), n’impose l’ouverture d’une école de filles qu’aux communes de plus de 800 habitants, et que la première loi Duruy (1867), n’abaisse ce seuil qu’à 500 habitants, Le Vernet ouvre néanmoins une école de filles, en avance sur les lois. La commune profite des subventions de la deuxième loi Duruy (1877) pour construire une école neuve au Haut-Vernet.

#### XXesiècle
Le nom des six habitants du Vernet décédés lors de la guerre de 1914-1918 (cinq agriculteurs, un élève-maître), figure sur le Livre d'or de la commune : Le Vernet - Livres d'or 14/18[réf. nécessaire].

#### XXIesiècle
La petite commune des Alpe-de-Hautes Provence qui compte moins de deux cents habitants a été marquée par trois drames très médiatisés au cours du premier quart du siècle:
- En octobre 2008, Jeannette Grosos, la gérante du café du Moulin, est battue à mort par un jeune homme du village[40],[41].

- Le 24 mars 2015, alors que l'Airbus A320 assurant le vol régulier de la compagnie à bas prix allemande Germanwings reliant Barcelone en Catalogne à Düsseldorf dans l'ouest de l'Allemagne survole la région, le copilote écrase volontairement l'appareil qui percute à pleine vitesse le ravin du Rosé dans le massif des Trois-Évêchés, à  1 550 mètres d'altitude. Le point d'impact est sur le territoire de la commune de Prads-Haute-Bléone[41], à la limite de celle du Vernet, non loin du col de Mariaud. Le crash tue instantanément les 150 personnes à bord. Une stèle commémorative en hommage aux victimes a été érigée sur le lieu du crash[41].

- Le 8 juillet 2023, un enfant âgé de 2 ans et demi, Émile Soleil, originaire de La Bouilladisse dans les Bouches-du-Rhône, disparaît dans la commune. Les grands-parents du petit garçon ont appelé les secours après avoir perdu de vue leur petit-fils qui jouait dans leur jardin dans le hameau du Haut-Vernet[42]. Ses ossements sont retrouvés le samedi 30 mars 2024 par une randonneuse sur un sentier de randonnée. L'enquête doit déterminer s'il s'agit d'un acte volontaire ou d'un accident[43].

## Politique et administration

### Liste des maires
| Période                                  | Période                       | Identité          | Étiquette | Qualité |
| ---------------------------------------- | ----------------------------- | ----------------- | --------- | ------- |
| Les données manquantes sont à compléter. |                               |                   |           |         |
| mai 1945                                 |                               | Paul Mathieu      |           |         |
|                                          |                               |                   |           |         |
| 1977                                     | En cours (au 21 octobre 2014) | François Balique, | PS        | Avocat  |

### Intercommunalité
Le Vernet a fait partie, de 2008 à 2016, de la communauté de communes du Pays de Seyne ; cette communauté de communes a fusionné avec d'autres intercommunalités autour de Digne-les-Bains pour former, le 1er janvier 2017, la communauté d'agglomération Provence-Alpes Agglomération.

## Population et société

### Démographie
L'évolution du nombre d'habitants est connue à travers les recensements de la population effectués dans la commune depuis 1765. Pour les communes de moins de 10 000 habitants, une enquête de recensement portant sur toute la population est réalisée tous les cinq ans, les populations de référence des années intermédiaires étant quant à elles estimées par interpolation ou extrapolation. Pour la commune, le premier recensement exhaustif entrant dans le cadre du nouveau dispositif a été réalisé en 2004.

En 2022, la commune comptait 124 habitants, en évolution de −4,62 % par rapport à 2016 (Alpes-de-Haute-Provence : +2,84 %, France hors Mayotte : +2,11 %).
| 1765 | 1793 | 1800 | 1806 | 1821 | 1831 | 1836 | 1841 | 1846 |
| ---- | ---- | ---- | ---- | ---- | ---- | ---- | ---- | ---- |
| 293  | 300  | 310  | 329  | 336  | 314  | 328  | 322  | 327  |

| 1851 | 1856 | 1861 | 1866 | 1872 | 1876 | 1881 | 1886 | 1891 |
| ---- | ---- | ---- | ---- | ---- | ---- | ---- | ---- | ---- |
| 287  | 276  | 268  | 271  | 244  | 249  | 263  | 265  | 238  |

| 1896 | 1901 | 1906 | 1911 | 1921 | 1926 | 1931 | 1936 | 1946 |
| ---- | ---- | ---- | ---- | ---- | ---- | ---- | ---- | ---- |
| 243  | 225  | 226  | 213  | 154  | 135  | 138  | 124  | 130  |

| 1954 | 1962 | 1968 | 1975 | 1982 | 1990 | 1999 | 2004 | 2006 |
| ---- | ---- | ---- | ---- | ---- | ---- | ---- | ---- | ---- |
| 109  | 85   | 180  | 140  | 63   | 110  | 104  | 128  | 131  |

| 2009 | 2014 | 2019 | 2022 | - | - | - | - | - |
| ---- | ---- | ---- | ---- | - | - | - | - | - |
| 123  | 130  | 126  | 124  | - | - | - | - | - |

| 1471    |
| ------- |
| 18 feux |

L’histoire démographique du Vernet, après la saignée des XIVe et XVe siècles et le long mouvement de croissance jusqu’au début du XIXe siècle, est marquée par une période d’« étale » où la population reste stable à un niveau élevé. Cette période dure de 1806 à 1846. L’exode rural provoque ensuite un mouvement de baisse rapide de la population, qui plus est un mouvement de longue durée. Entre 1911 et 1921, la commune enregistre la perte de plus de la moitié de sa population (par rapport au maximum historique). Le mouvement de baisse ne s'interrompt que dans les années 1980. Depuis, la population a doublé.

### Enseignement

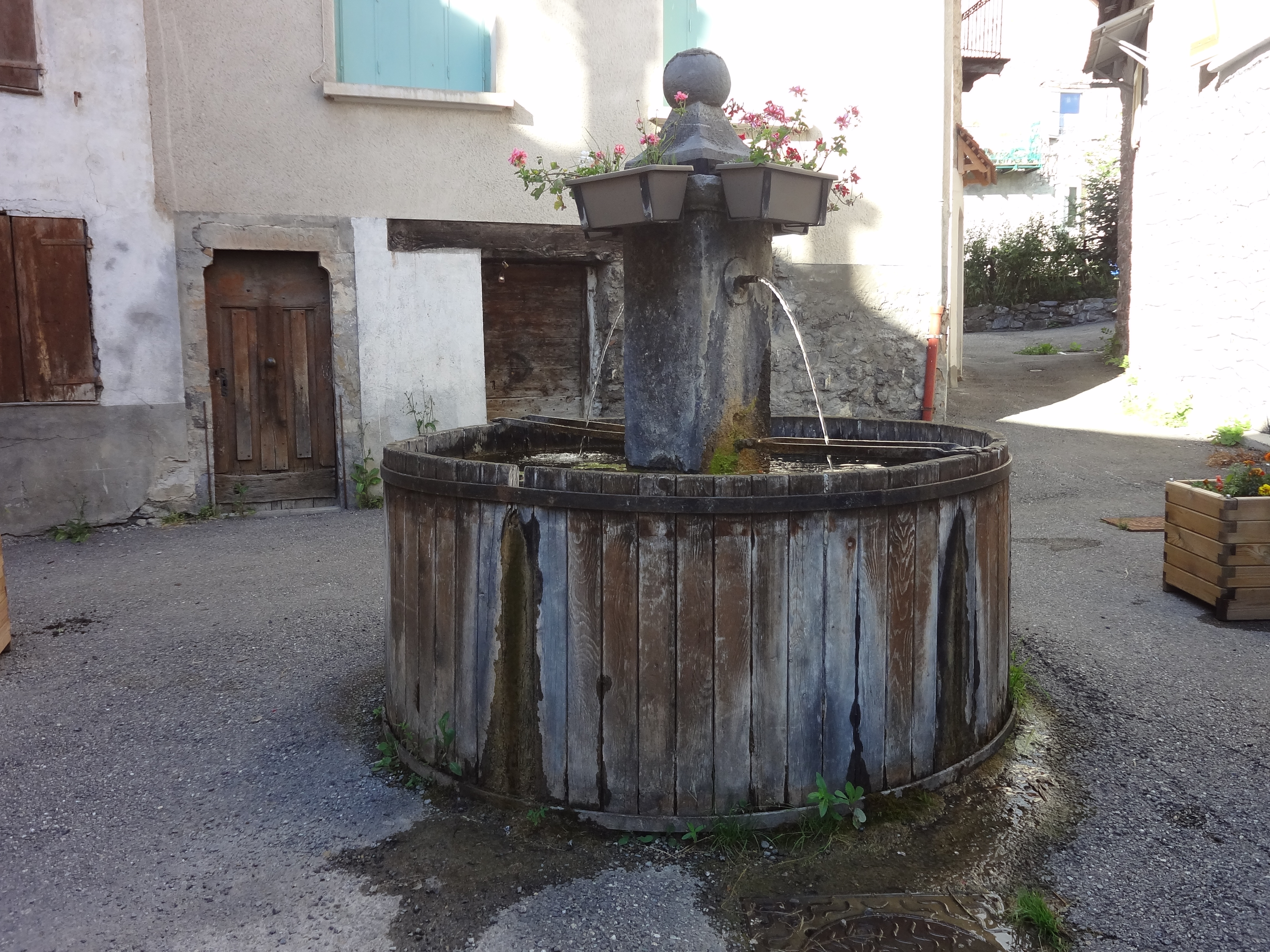
Fontaine au Bas-Vernet.

La commune dépend de l'académie d'Aix-Marseille. Elle était dotée d’une école primaire, regroupant 9 élèves. Celle-ci a fermé à l'issue de l'année scolaire 2015-2016 et les enfants sont désormais scolarisés à Seyne-les-Alpes jusqu'au collège.

### Cultes
La paroisse catholique du Vernet et ses deux églises (Saint-Martin du Haut Vernet et Sainte-Marthe du Bas Vernet) sont rattachées au secteur
Paroissial de Seyne qui dépend du diocèse de Digne, Riez et Sisteron.

## Culture locale et patrimoine

### Lieux et monuments
Au Bas-Vernet, l’église paroissiale Sainte-Marthe date du XIXe siècle.
Au Haut-Vernet, église Saint-Martin,  du XVIIe siècle.
La chapelle Saint-Pancrace, isolée au-dessus du Haut-Vernet, est l’ancienne église paroissiale. Ruinée par les guerres de religion, elle est rebâtie, puis son toit à nouveau réparé au XXe siècle.
- Oratoire Saint-Roch
- Four à pain banal au Haut-Vernet où a lieu chaque année une fête du pain.

### Personnalités liées à la commune
- Le Dr Gaspard Laurent Bayle (1774-1816), né au Vernet, médecin de Napoléon Ier, pionnier de l'auscultation immédiate et maître de Laennec, il aurait le premier décrit le procédé d'utilisation d'un stétoscope. Auteurs d'ouvrages sur le cancer. Son petit-fils, Charles Bayle (1842-1918), vice-amiral, commandant de la flotte d'Extrême-Orient, grand-officier de la Légion d'honneur.
- Antoine Laurent Bayle (1799-1858), né au Vernet, aliéniste à l'Hôpital royal de Charenton, docteur en médecine, professeur agrégé à la faculté de médecine de Paris, qui a le premier décrit la paralysie générale (Maladie de Bayle).
- Denis Bayle[pourquoi ?] (1856-1944), employé des postes, membre fondateur de la CGT, organisateur des grèves postales à Gap en 1904-1906
- Louis Bayle[pourquoi ?] (1858-1923), membre du Corps expéditionnaire en Tunisie.
- Prosper Demontzey (1831-1898), ingénieur des Eaux et Forêts, qui a expérimenté et mis en œuvre les techniques de reboisement en montagne et de lutte contre l'érosion torrentielle (lui sont dédiés un monument au col du Labouret et, dans la commune, un parc arboré consacré au reboisement en terrain de montagne).

### Héraldique
| Blason de Le Vernet | Blason  | D'or à un arbre de sinople sur une terrasse du même accosté de deux étoiles de gueules. |
| Blason de Le Vernet | Détails | Le statut officiel du blason reste à déterminer.                                        |